# Minna Grey
Minna Grey foi uma atriz britânica da era do cinema mudo.

## Filmografia selecionada
- The Folly of Desire (1915)
- Just a Girl (1916)
- The Second Mrs. Tanqueray (1916)
- The Manxman (1917)
- Little Women (1917)
- Onward Christian Soldiers (1918)
- Mrs. Thompson (1919)
- The Last Rose of Summer (1920)
- If Four Walls Told (1922)
- The York Mystery (1924)
- Somebody's Darling (1925)
- The Woman in White (1929)